# Danse des nus
Le Danse des nus (en italien, Danza di nudi) est une peinture à fresque (une partie à sec) d'art renaissance de  Antonio Pollaiolo 1465 environ. L'œuvre est visible à la Villa La Gallina, Arcetri, Florence.

## Description

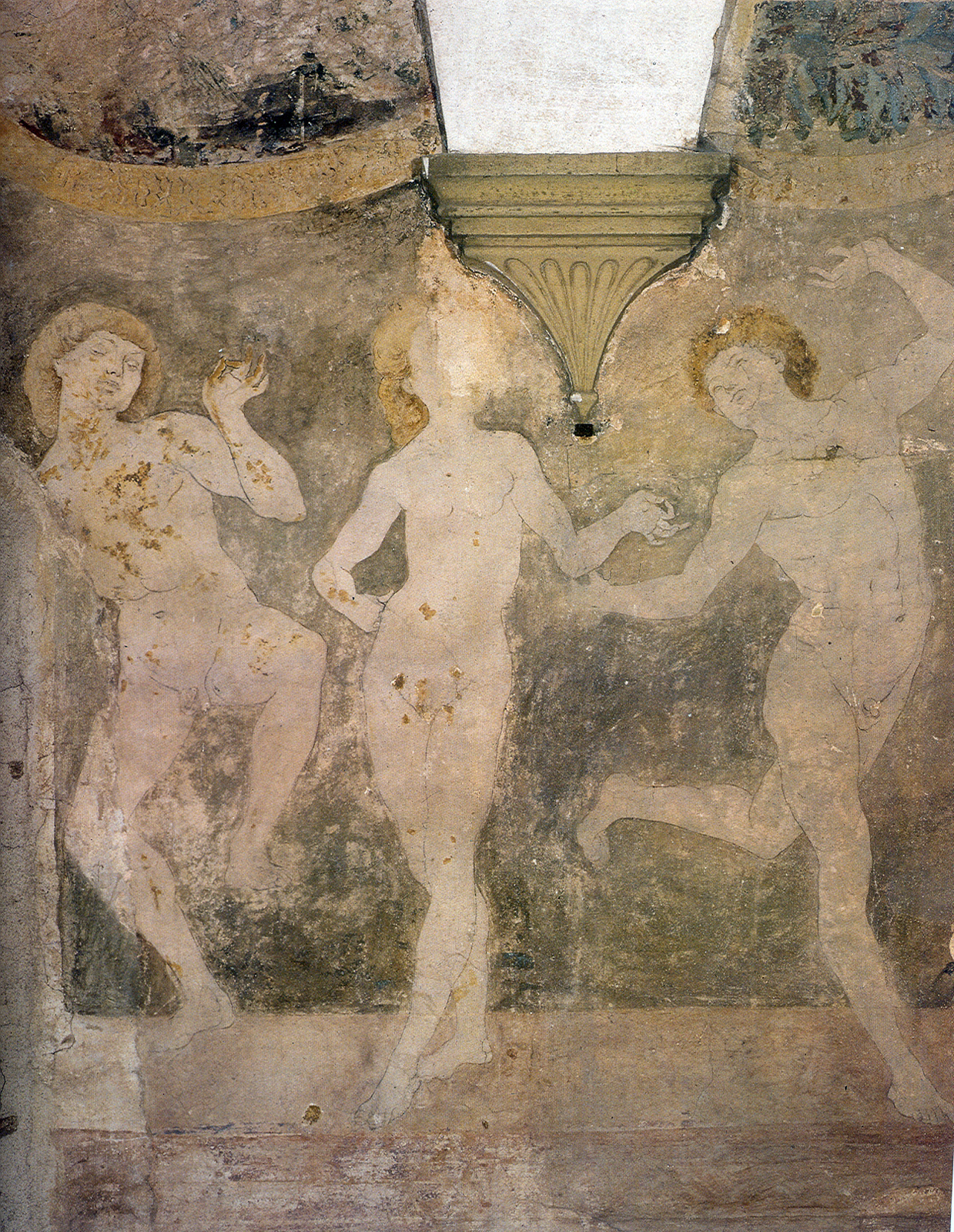
Détail